# Leucemia pró-linfocítica T
A Leucemia pró-linfocítica T ou LPL-T é uma leucemia de células T de comportamento agressivo, caracterizada pela presença de pró-linfócitos de tamanho pequeno a médio, com imunofenótipo de células T pós-tímicas. Com freqüência ocorre envolvimento do sangue, medula óssea, linfonodos, fígado, baço e pele. A LPL-T é uma enfermidade rara, que corresponde a cerca de 2% do total de leucemias de linfócitos pequenos em adultos com mais de 30 anos.

## Sintomas
Pacientes podem apresentar hepatoesplenomegalia, linfonodomegalia generalizada e infiltrados cutâneos.

## Diagnóstico
Linfocitose superior a 100 x 109/L, acompanhada de anemia e trombocitopenia, é comum. A sorologia para HTLV-1 é negativa e as dosagens de imunoglobulinas estão dentro do limites normais.
O sangue periférico apresenta células de tamanho médio e citoplasma basofílico com "blebs" ou projeções ocasionais. O nucléolo é redondo ou oval, sendo que em alguns casos as células apresentam núcleo similar ao das células cerebriformes da Síndrome de Sézary. Células pequenas variantes são vistas em cerca de 20% dos casos e as células tipo cerebriformes são vistas em cerca de 5% dos casos.